# Apogonichthyoides euspilotus
Apogonichthyoides euspilotus és una espècie de peix pertanyent a la família dels apogònids.

## Morfologia
Pot arribar a fer 6 cm de llargària màxima. Cos amb nombroses i petites taques fosques. Des de l'ull fins a l'inici de l'opercle presenta una marca fosca. L'estómac, l'intestí i el peritoneu són pàl·lids. 8-9 espines i 9 radis tous a l'aleta dorsal i 2 espines i 8 radis tous a l'anal. 17 radis a l'aleta pectoral. 24 vèrtebres.

## Hàbitat
És un peix marí, associat als esculls i de clima tropical.

## Distribució geogràfica
Es troba al Pacífic occidental: Nova Caledònia.